# Tormenta Daisy (2010)
La tormenta Daisy fue un ciclón extratropical europeo, que se formó en el 5 de enero de 2010, al suroeste de la península ibérica. Daisy fue una de las tormentas que causó una gran ola de frío que azotó Europa. Ocasionando muchas tormentas de nieve en la parte sur de España; grandes nevadas en todas las islas británicas; y Alemania que fue el país más castigado por la tormenta. Especialmente, en las islas costeras de este país. Se saldó con más de 192 víctimas; como muertes por hipotermias, accidentes de tráficos y aludes de nieves. En España, hubo una muerte a consecuencia de la tormenta, en que un vecino de Martos, se resbaló con la nieve y cayendo al suelo, sufriendo un golpe en la cabeza que le ocasionó la muerte. La tormenta ocasionó inundaciones en los Balcanes. Daisy perdió fuerza al entrar por el Mar Negro donde se disipó al llegar al Cáucaso.

## Siguiente tormenta
- Tormenta Ela (2010)